# World Cup Rally

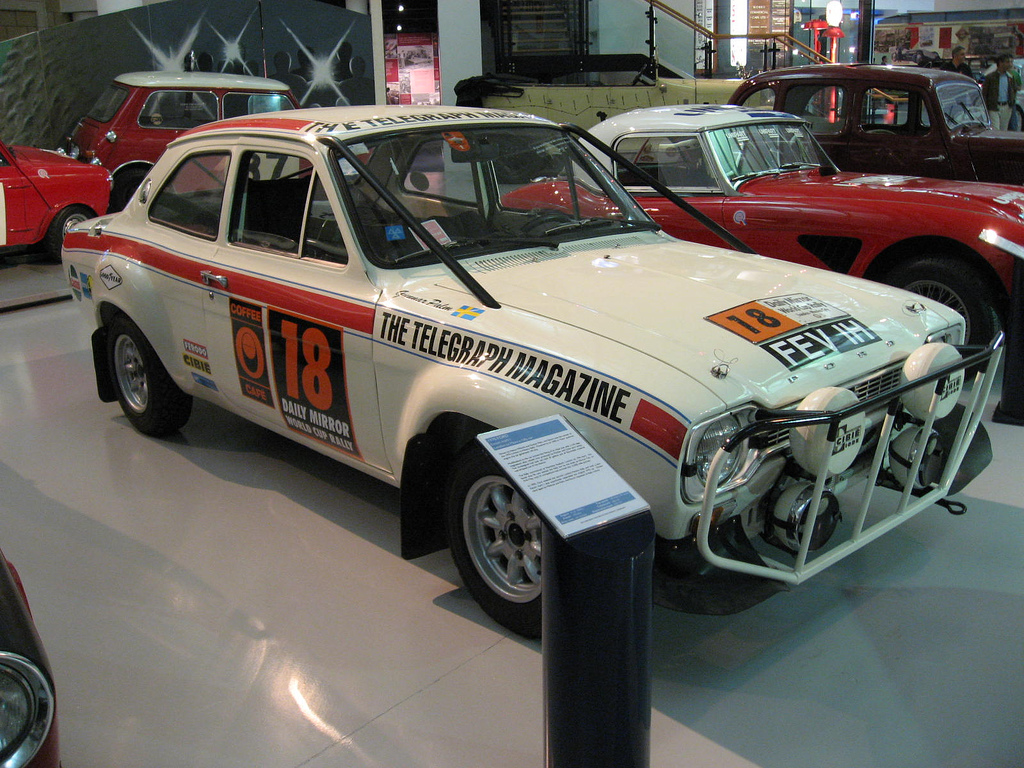
Ford Escort MK1 1850 GT de Hannu Mikkola, ganador de la World Cup Rally de 1970.

La World Cup Rally (Copa Mundial de Rally) fue el nombre que se le otorgó a dos pruebas de rally internacionales surgidas a raíz de la celebración del Rally London-Sydney Marathon que se había celebrado en 1968. El organizador del campeonato fue Wylton Dickson que lo creó con motivo de la celebración del Mundial de Fútbol de 1970 y 1974, celebrados en México y Alemania. Las dos pruebas que incluía fueron:
- Londres-Mexico Rally de 1970.
- London-Sahara-Munich Rally de 1974.

Cada prueba partía de Londres y se llegaba a la ciudad sede del Mundial: México y Múnich. Como la ciudad alemana estaba relativamente cerca, el rally fue desviado por tierras africanas.
La edición de 1970 fue un éxito absoluto, con la presencia de cientos de participantes, entre ellos muchas marcas oficiales, como Ford, que la ganó de la mano de los pilotos Hannu Mikkola y Gunnar Palm a bordo de un Ford Escort RS1600.
La edición de 1974, celebrada inmediatamente después de la crisis del petróleo de 1973, tuvo mucho menos éxito, con sólo dos equipos oficiales y el resto equipos privados. La carrera fue un desastre, además, por un error en las notas de navegación, provocó que los pilotos se perdieran por el desierto del Sahara argelino. El rally fue ganado por los pilotos australianos Jim Reddiex, Ken Tubman y Andre Welinski a bordo de un Citroën DS. Esta carrera a través del Sahara plantó la semilla del que se convertiría en el Rally Dakar en 1980.